# Menkes syndrom
Menkes syndrom eller kinky hair-syndrom (även Menkes kinky hair-syndrom) är en ovanlig ärftlig sjukdom som leder till kopparbrist. Sjukdomen blir vanligen kliniskt manifest inom några månader från födseln. Menkes syndrom är recessivt X-kromosombunden vilket medför att främst män drabbas - kvinnor behöver två defekta gener för att utveckla sjukdomen.